# 프라이빗 디비전
프라이빗 디비전(Private Division)은 뉴욕에 본사를 둔 미국의 비디오 게임 배급사이다. 이 회사는 2017년 12월 테이크투 인터랙티브의 배급 레이블로 설립되었다. 프라이빗 디비전은 소규모에서 중견 스튜디오가 개발한 인디 게임에 자금을 지원하고 배급한다. 여기에는 커벌 스페이스 프로그램 배급을 인계받고 옵시디언 엔터테인먼트, 파나슈 디지털 게임스, V1 인터랙티브의 타이틀을 출시하는 것이 포함된다.
뉴욕에 있는 테이크투 본사 내 사무실 외에도 프라이빗 디비전은 시애틀, 라스베이거스, 뮌헨에도 사무실을 두고 있다. 프라이빗 디비전은 록스타 게임스와 2K에 이어 테이크투 인터랙티브의 세 번째 배급 레이블이었다. 테이크투는 2024년 11월에 프라이빗 디비전을 하벨리 인베스트먼트에 매각했다.

## 역사
테이크투의 이전 배급 모델은 그랜드 테프트 오토와 같은 액션 어드벤처 게임에 사용되는 록스타 게임스와 2K 게임스 및 2K 스포츠를 포함하는 2K 레이블에 중점을 두었다. 이러한 모든 게임은 주로 내부 개발 스튜디오 또는 대규모 타사 트리플 A 스튜디오(예: 문명 IV의 파이락시스 게임스 또는 보더랜드 시리즈의 기어박스 소프트웨어)를 통해 개발되었다.
테이크투는 소규모 독립 스튜디오를 돕기 위해 프라이빗 디비전을 새로운 배급 레이블로 설립했다. 이 레이블은 닌자 시어리의 헬블레이드: 세누아의 희생과 같은 "트리플 I" 게임에 자금 및 배급을 제공하고자 하는데, 이들은 대규모 스튜디오의 트리플 A 게임과 상대적으로 신생 소규모 인디 스튜디오가 만든 인디 게임의 중간 지점에 해당한다. 프라이빗 디비전의 설립은 테이크투의 기업 개발 및 독립 배급 책임자인 마이클 워로스가 주도했다. 워로스는 테이크투의 이름으로 배급할 잠재적인 게임을 평가하던 중, 이전에는 트리플 A 개발 경험이 있지만 덜 야심 찬 게임을 만들고 싶어 하는 개발자들이 설립한 여러 중견 스튜디오를 발견했다. 워로스는 이 스튜디오들이 디볼버 디지털과 같은 인디 게임 배급사의 지원을 받는 스튜디오 유형에 맞지 않고, 프로젝트 규모가 자가 자금 조달이나 크라우드펀딩으로 지원하기에는 너무 커서 자금 조달에 어려움을 겪고 있다는 것을 알게 되었다. 레이블 발표 약 2년 반 전 워로스는 테이크투 CEO 스트라우스 젤닉에게 프라이빗 디비전 아이디어를 제안했고, 젤닉은 레이블 설립을 승인했으며 2015년 말 앨런 머레이를 고용하여 제작을 총괄하고 개발자 모집을 시작하며 팀과 인프라를 구축하게 했다. 레이블은 개발 과정을 지원하고 개발자와 협력하여 프로젝트 일정과 목표를 설정하며, 완성되면 게임의 배급 및 유통을 돕지만, 개발자의 지식 재산권을 소유하려 하지 않는다.
2017년 12월 14일 레이블 설립과 함께 테이크투는 레이블을 통해 배급될 예정인 네 가지 게임을 발표했다: 옵시디언 엔터테인먼트의 아우터 월드, 아웃사이더스의 다크본(원래 가제 프로젝트 와이트), V1 인터랙티브의 디스인테그레이션, 그리고 파나슈 디지털 게임스의 앤세스터: 인류의 여정. 또한, 테이크투가 이전에 스쿼드로부터 인수한 커벌 스페이스 프로그램은 프라이빗 디비전 레이블로 재배급되었다. 다크본의 경우 2018년 어느 시점에 프라이빗 디비전과 아웃사이더스는 각자의 길을 가기로 결정했으며, 프라이빗 디비전은 계약 해지 후에도 몇 달 동안 아웃사이더스를 계속 지원했다고 밝혔다.
2020년 2월, 테이크투는 시애틀에 프라이빗 디비전 내 스튜디오를 설립하여 Kerbal Space Program 2를 개발했으며, 나중에 인터셉트 게임스라고 명명되었고, 제레미 에이블스와 네이트 심슨을 포함한 스타 시어리 게임스 직원의 일부가 새 스튜디오에 합류했다.
2020년 7월, 프라이빗 디비전은 미발표 게임들을 위해 문 스튜디오, 리그 오브 기크스 및 롤7과 배급 계약을 발표했다. 이후 2021년 11월, 프라이빗 디비전은 롤7을 인수했다. 리그 오브 기크스와의 게임은 코로나19 범유행 기간 동안 취소되었다.
2022년 3월, 프라이빗 디비전은 4개 스튜디오와 추가로 배급 계약을 발표했다: 디 구테 파브리크, 이브닝 스타, 피콜로 스튜디오, 그리고 옐로 브릭 게임스. 디 구테 파브리크와 옐로 브릭은 각각 솔트시 크로니클즈 (2023)와 이터널 스트랜드 (2025)를 자체 배급했다. 8월에는 웨타 워크숍과 파트너십을 맺고 가운데땅 프랜차이즈 게임을 배급한다고 발표했다. 이 게임은 '테일즈 오브 더 샤이어'로 밝혀졌으며, 2024년 하반기 출시 예정이다. 12월에는 프라이빗 디비전이 블루버 팀과 생존 공포 게임을 출시하기 위한 배급 계약을 발표했다. 프라이빗 디비전은 나중에 2024년 5월에 블루버 팀과의 배급 계약을 취소하게 되었다.
2023년 3월, 모회사인 테이크투의 5천만 달러 절감 노력의 일환으로 프라이빗 디비전의 불특정 다수 직원이 해고의 영향을 받았다. 5월, 프라이빗 디비전은 포켓몬스터 개발사 게임프리크와 코드네임 프로젝트 블룸이라는 미발표 액션 어드벤처 게임에 대한 파트너십을 발표했다. 이 게임은 테이크투 인터랙티브의 2026 회계연도에 출시될 예정이다. 6월 닌텐도 다이렉트에서 페니의 대탈출이 공개되었고, 이후 2024년 2월 21일에 출시되었다.
2024년 4월, 테이크투 인터랙티브는 2024년 말까지 인력의 5%를 감축할 의사를 밝혔다. GamesIndustry.biz는 이로 인해 5월에 시애틀, 뉴욕, 라스베이거스, 뮌헨의 프라이빗 디비전 사무실 직원 "대부분"이 해고되었고, 롤7과 인터셉트 게임스가 폐쇄되었다고 보도했다. IGN은 테이크투가 프라이빗 디비전을 폐쇄할 계획이라고 보도했다. 11월, 테이크투 CEO 스트라우스 젤닉은 테이크투가 AAA 및 모바일 게임에 집중하기 위해 프라이빗 디비전을 알려지지 않은 구매자에게 알려지지 않은 금액에 매각했다고 확인했다. 회사는 또한 롤7과 인터셉트 게임스의 폐쇄를 확인했다. 테이크투는 노 레스트 포 더 위키드를 계속 지원할 것이며, 다른 다섯 개 타이틀은 새로운 구매자에게 이전되었다. 블룸버그 뉴스 기자 제이슨 슈라이어는 2025년 1월에 투자 회사 하벨리 인베스트먼트가 이 인수를 했으며, 2024년 9월에 떠났던 안나푸르나 인터랙티브의 전 직원들을 영입하여 프라이빗 디비전의 남은 게임들의 배급 업무를 미공개 레이블로 관리하게 했다고 보도했다.

## 자회사

### 이전
- 인터셉트 게임스 (Intercept Games) (워싱턴주 시애틀, 2020년 2월 설립, 2024년 폐쇄)
- 롤7 (Roll7) (잉글랜드 런던, 2008년 설립, 2021년 11월 인수, 2024년 폐쇄)

## 개발 및 배급 게임
| 연도 | 제목                                               | 개발사                              | 플랫폼                                                                                       |
| ---- | -------------------------------------------------- | ----------------------------------- | -------------------------------------------------------------------------------------------- |
| 2018 | Kerbal Space Program: Enhanced Edition             | 블리트웍스, 스쿼드                  | 플레이스테이션 4, 플레이스테이션 5, 엑스박스 원, 엑스박스 시리즈 X/S                         |
| 2019 | 앤세스터: 인류의 여정                              | 파나슈 디지털 게임스                | 플레이스테이션 4, Windows, 엑스박스 원                                                       |
| 2019 | 아우터 월드                                        | 옵시디언 엔터테인먼트               | 닌텐도 스위치, 플레이스테이션 4, Windows, 엑스박스 원                                        |
| 2020 | 디스인테그레이션                                   | V1 인터랙티브                       | 플레이스테이션 4, Windows, 엑스박스 원                                                       |
| 2021 | 하데스                                             | 슈퍼자이언트 게임스                 | 플레이스테이션 4, 플레이스테이션 5, 엑스박스 원, 엑스박스 시리즈 X/S                         |
| 2022 | 올리오리 월드                                      | 롤7                                 | 닌텐도 스위치, 플레이스테이션 4, 플레이스테이션 5, Windows, 엑스박스 원, 엑스박스 시리즈 X/S |
| 2022 | 롤러드롬                                           | 롤7                                 | 플레이스테이션 4, 플레이스테이션 5, Windows, 엑스박스 시리즈 X/S                             |
| 2023 | 애프터 어스                                        | 피콜로 스튜디오                     | 플레이스테이션 5, Windows, 엑스박스 시리즈 X/S                                               |
| 2023 | Kerbal Space Program 2                             | 스타 시어리 게임스, 인터셉트 게임스 | 플레이스테이션 4, 플레이스테이션 5, Windows, 엑스박스 원, 엑스박스 시리즈 X/S                |
| 2024 | 페니의 대탈출                                      | 이브닝 스타                         | 닌텐도 스위치, 플레이스테이션 5, Windows, 엑스박스 시리즈 X/S                                |
| 2024 | 노 레스트 포 더 위키드                             | 문 스튜디오                         | 플레이스테이션 5, Windows, 엑스박스 시리즈 X/S                                               |
| 2025 | 샤이어 이야기: 반지의 제왕 게임                    | 웨타 워크숍                         | 닌텐도 스위치, 플레이스테이션 5, Windows, 엑스박스 시리즈 X/S, iOS, Android                  |
| TBA  | 미공개 액션 어드벤처 게임 (코드네임 프로젝트 블룸) | 게임프리크                          | 발표 예정                                                                                    |

## 참고
1. ↑  실물 디스크 배포 전용.